# Heterorachis
Heterorachis is een geslacht van vlinders van de familie spanners (Geometridae), uit de onderfamilie Geometrinae.

## Soorten
- H. abdita Herbulot, 1955
- H. acuta Herbulot, 1955
- H. amplior Herbulot, 1955
- H. asyllaria (Swinhoe, 1904)
- H. bilobata Janse, 1935
- H. carpenteri Prout, 1915
- H. conradti Prout, 1938
- H. defossa Herbulot, 1955
- H. despoliata Prout, 1916
- H. devocata (Walker, 1861)
- H. diaphana (Warren, 1899)
- H. dichorda Prout, 1915
- H. diphrontis Prout, 1922
- H. disconotata Prout, 1916
- H. extrema Herbulot, 1996
- H. fulcrata Herbulot, 1996
- H. furcata Herbulot, 1965
- H. fuscoterminata Prout, 1915
- H. gloriola Thierry-Mieg, 1915
- H. haploa (Prout, 1912)
- H. harpifera Herbulot, 1955
- H. idmon Fawcett, 1916
- H. insolens (Prout, 1917)
- H. insueta Prout, 1922
- H. lunatimargo (Prout, 1911)
- H. malachitica (Saalmüller, 1880)
- H. melanophragma Prout, 1918

- H. perviridis (Prout, 1912)
- H. platti Janse, 1935
- H. prouti Bethune-Baker, 1913
- H. reducta Herbulot, 1955
- H. simplex Warren, 1902
- H. simplicissima (Prout, 1912)
- H. soaindrana Herbulot, 1972
- H. suarezi Herbulot, 1965
- H. tanala Herbulot, 1965
- H. tornata Prout, 1922
- H. trita Prout, 1922
- H. tsara Viette, 1971
- H. turlini Herbulot, 1977
- H. ultramarina Herbulot, 1968
- H. viettei Herbulot, 1955